# Winschoten
Winschoten est une ville et une ancienne commune des Pays-Bas, située dans la province de Groningue. Elle a une superficie de 22 km2. Au 1er août 2006, la ville comptait 18 471 habitants. La ville est le chef-lieu de la commune d'Oldambt.
Cette ville a une fonction centrale dans la région. Elle compte plusieurs lycées et un théâtre.

## Histoire
Jusqu'à la Seconde Guerre mondiale, la ville avait la communauté juive la plus importante des Pays-Bas, immédiatement après celle d'Amsterdam. Il n'y reste plus que quelques Juifs et la synagogue datant de 1854 n'est plus utilisée (voir aussi: Histoire des Juifs aux Pays-Bas).
La course de 100 km de Winschoten s'y déroule. C'est une épreuve de course à pied sur route appartenant à la famille de l'ultrafond.
Winschoten a été une commune indépendante jusqu'au 1er janvier 2010. À cette date, la commune a fusionné avec Reiderland et Scheemda pour former la nouvelle commune d'Oldambt, dont Winschoten est la ville principale et le chef-lieu. L'ancienne commune de Winschoten ne comportait que la ville et aucune autre localité.

## Galerie

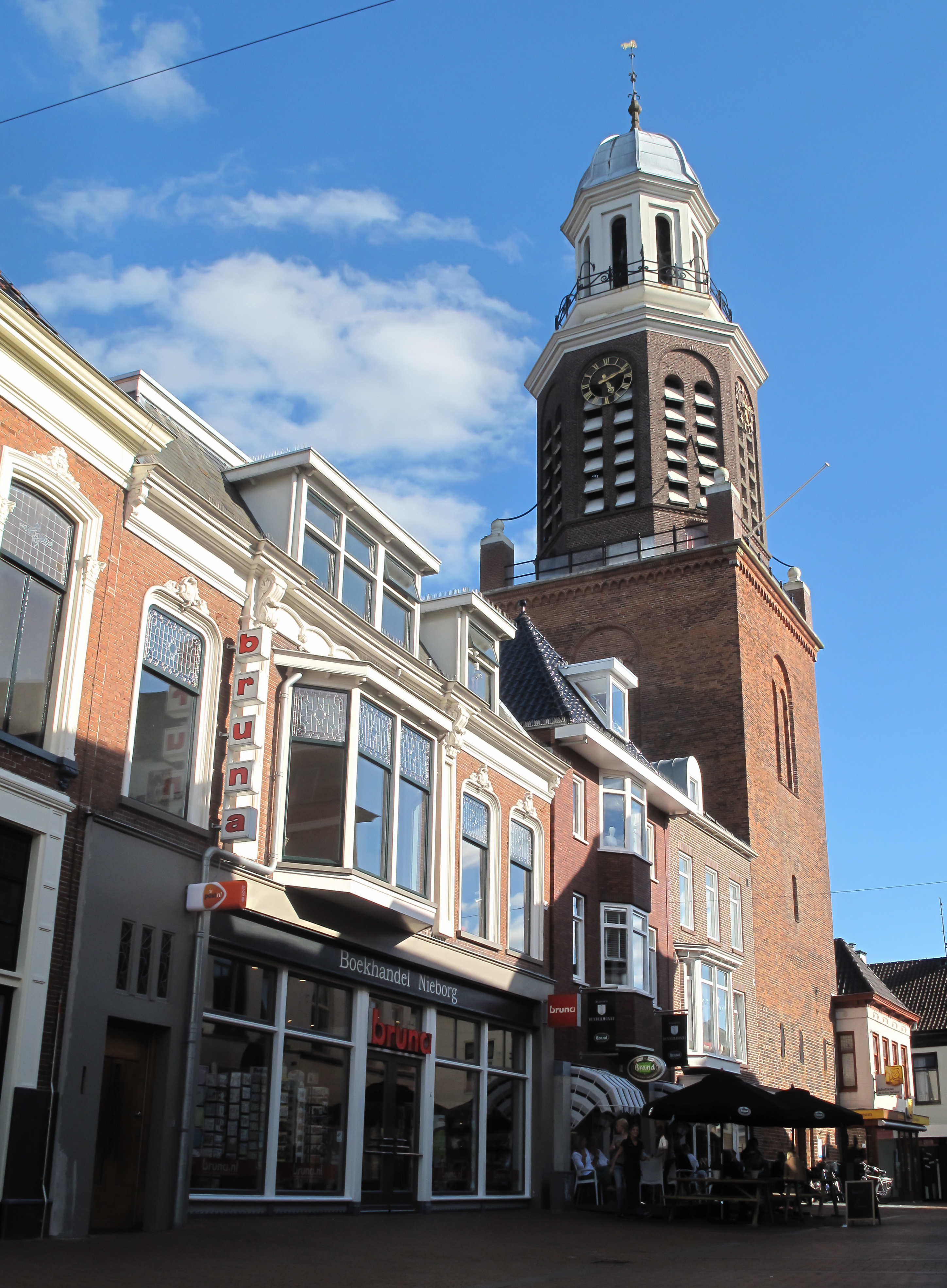
Tour de l'église protestante.
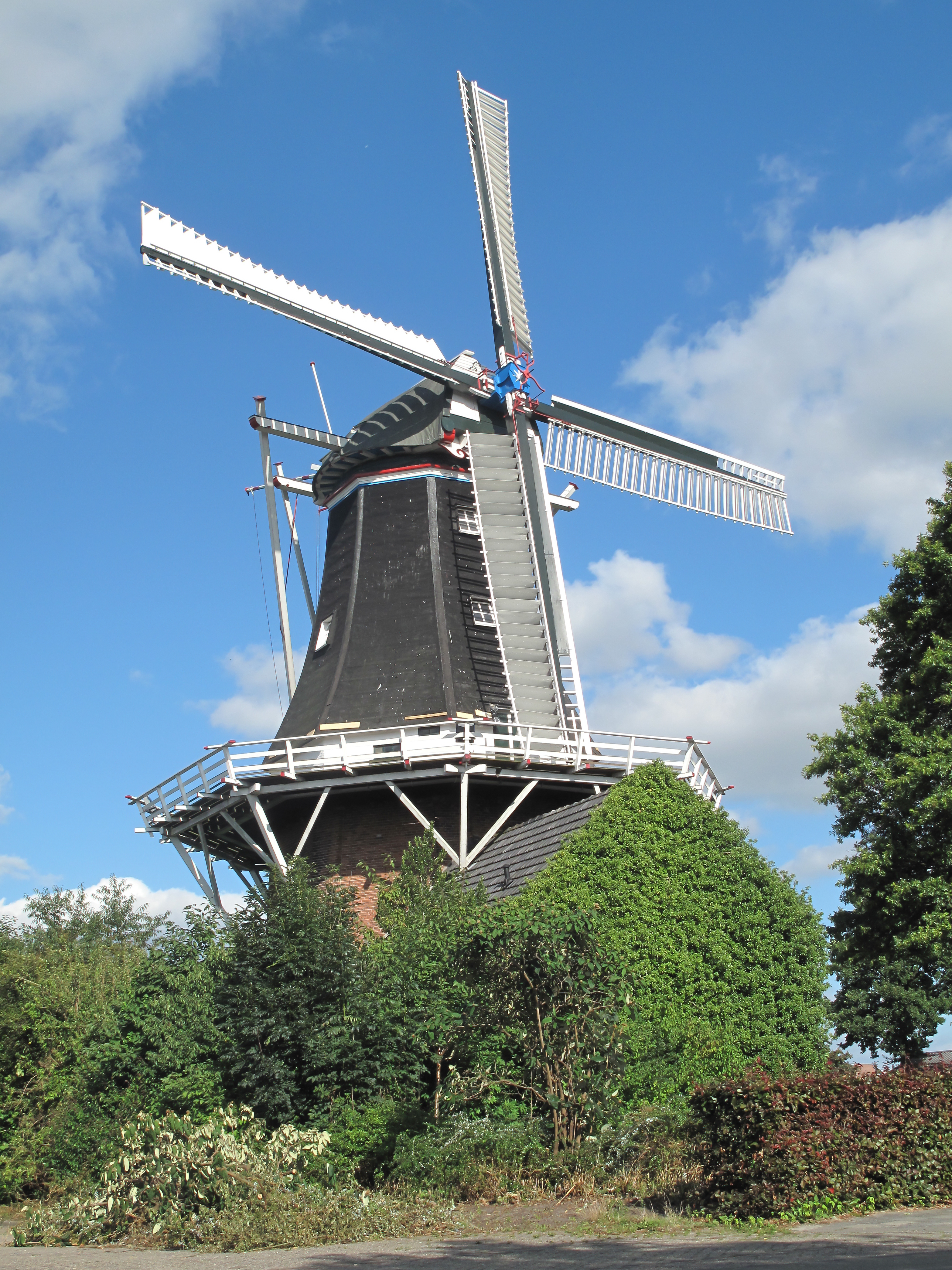
Moulin Berg.
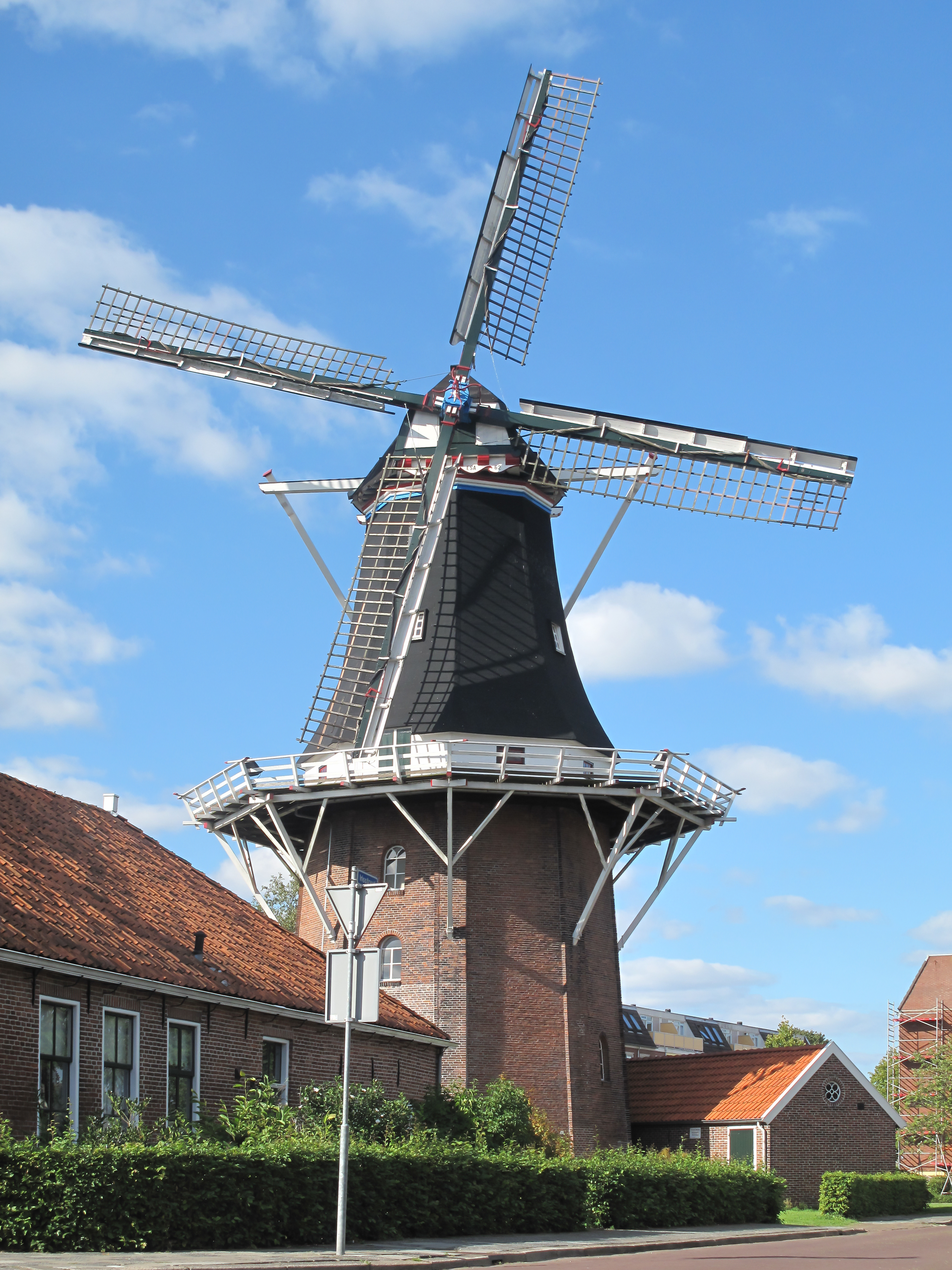
Moulin Dijkstra.
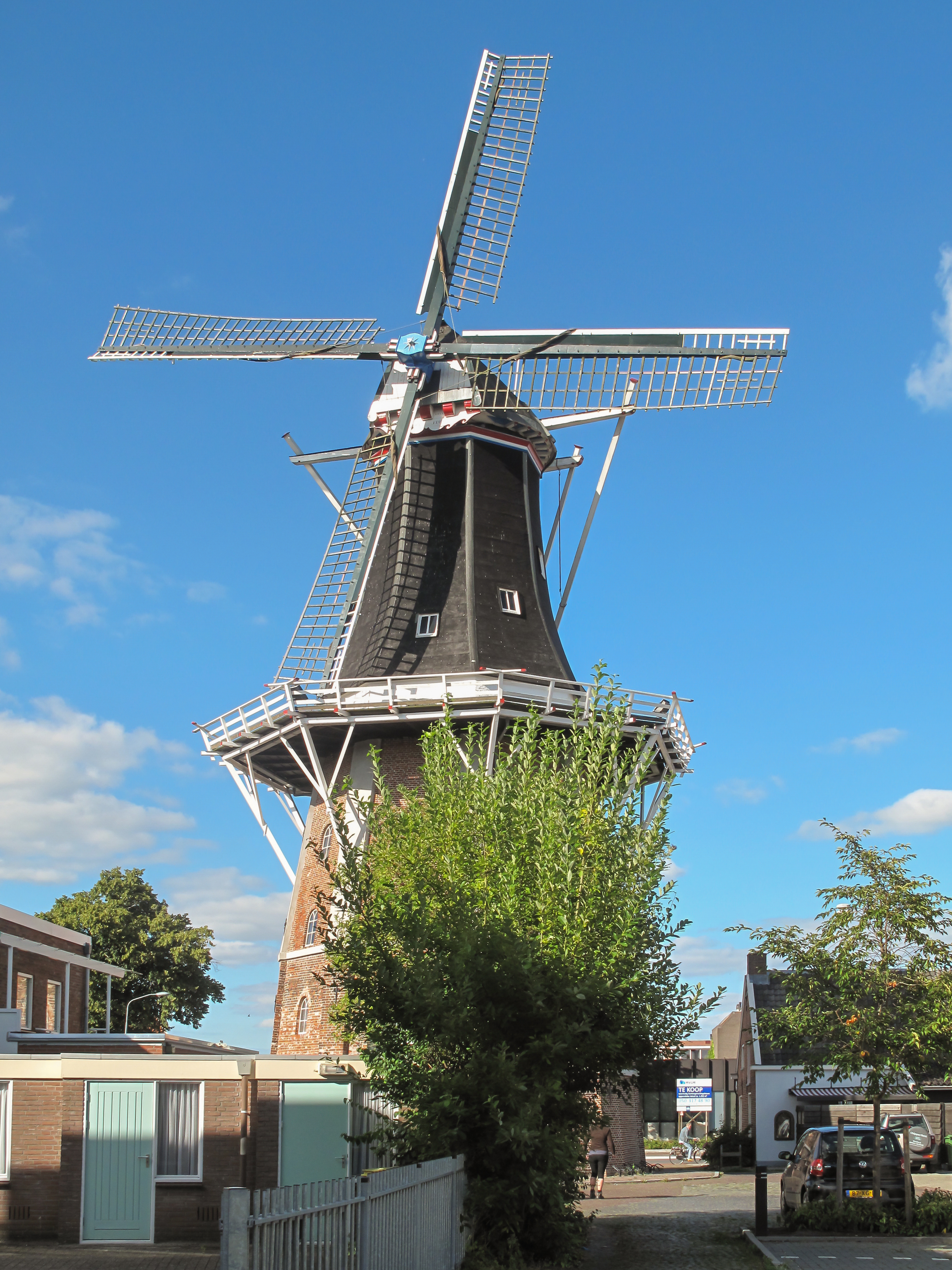
Moulin Edens.